# Sentimental Journey (YUKI的单曲)
是YUKI的第5张单曲。

## 简介
- 2003年第一张单曲[1]。专辑「commune」的创作就是从这首曲开始的[2]。最初是以CCCD制式发行的。除了表题曲「センチメンタルジャーニー」和其伴奏之外，还收录了两首B面曲[1]。这两首作为B面曲并未同时收录过在一张专辑中。
- 在野田凪监制的PV中，有许多戴着和YUKI相同假发的扮演者同时登场演出[3]。这次演出的照片也被采用为下一张单曲「ハミングバード」和专辑『commune』的封面[4]。而且这首歌的PV还被SPACE SHOWER Music Video Awards评选为年度最佳创意影像，以及被ADC 83rd Annual AwardsのGraphic Design评选为金奖。

## 收录曲
（全作詞：YUKI）
1. センチメンタルジャーニー
  - 作曲：松浦友也
2. ありがとう
  - 作曲：Andy Sturmer
3. 17才
  - 作曲：YUKI
4. センチメンタルジャーニー Instrumental

## 参与制作的音乐人
- 会田茂一（FOE）[1]
- 高桑圭（GREAT3）
- 白根贤一（GREAT3）
- NARGO（东京斯卡乐团）
- 冲祐市（东京斯卡乐团）

## 收录专辑
- commune（#1）
- five-star（#1）